# Церква Воздвиження Чесного Хреста Господнього (Чеснівський Раковець)
Церква Воздвиження Чесного Хреста Господнього в Чеснівському Раковцю — парафія і храм Збаразького благочиння Тернопільської єпархії Православної церкви України в селі Чеснівський Раковець Тернопільського району Тернопільської области.

## Історія церкви
Дерев'яна церква Різдва Христового була збудована у 1860 році майстром Іваном Ботюком на кошти парафіян та священника Іоана Бречкевича. Сьогодні вона відома як храм Чесного Хреста Господнього.
За переказами, причиною перейменування стало знамення: під час сильного вітру купол старої церкви, що стояла на іншому пагорбі, зірвало і перенесло на місце нинішнього храму. Люди розцінили це як Божий знак, розібрали стару церкву і перенесли її на нове місце, де, ймовірно, після освячення і змінили її назву.
У 1944 році настоятеля храму о. Олександра Стецюка застрелили на церковному подвір'ї, де він і похований.
У 1960 році церкву закрили, а більшість її майна, включно з іконостасом, знищили. Всередині стіни замалювали червоним кольором. Церковне начиння спалили на полі за селом. За легендою, з того місця щоночі долинав дитячий плач, який припинився лише після того, як попіл поховали на цвинтарі.
Церква була знову відкрита у 1991 році.

## Парохи
- о. Іоан Бречкевич,
- о. Олександр Стецюк,
- о. Ярослав Бойчун (1991-1992),
- о. Олександр Кантицький (1992),
- о. Роман Кодлюк (1992-2005),
- о. Андрій Лецан.